# When the Smoke Clears: Sixty 6, Sixty 1
When the Smoke Clears: Sixty 6, Sixty 1 est le quatrième album studio du groupe de hip-hop Three 6 Mafia, sorti le 20 mars 2000. Il est certifié disque de platine dès la première année de sa sortie.

## Présentation
When the Smoke Clears: Sixty 6, Sixty 1 sort le 13 juin 2000. Il contient plusieurs collaborations, notamment avec UGK, Insane Clown Posse, Big Gipp (en), Mr. Serv-On (en), Fiend (en) et Twiztid. Il s'inscrit dans le sous-genre du hip-hop horrorcore.
Cet album marque un tournant dans l'histoire du groupe, étant le dernier à réunir tous les membres originaux. Après sa sortie, Gangsta Boo et Koopsta Knicca quittent la formation en raison de différends financiers ou pour poursuivre des carrières solo.

## Succès commercial
Premier album du groupe certifié disque de platine, il se classe à la 6e position du Billboard 200 dès sa sortie et se vend à 1 million d'exemplaires la première année de sa sortie. Le single Sippin' on Some Syrup en collaboration avec UGK et le morceau I'm So Hi contribuent à son succès,.

## Réception critique
AllMusic souligne la production plus soignée par rapport aux précédents albums du groupe, mais estime que la longueur de l'opus entraîne la présence de quelques morceaux de remplissage, rendant ainsi l'ensemble inégal. Malgré ces imperfections, AllMusic considère que When the Smoke Clears constitue « un ajout notable au riche catalogue de Three 6 Mafia ».
The Source attribue une note positive à l'album, saluant notamment la production de DJ Paul et Juicy J qu'il qualifie de « solide ». Le critique souligne cependant la longueur de l'album, estimant que ses 21 pistes représentent un niveau « bien trop élevé » de morceaux, sauf pour les fans inconditionnels du groupe.